# میرای
میرای (ژاپنی: 未来のミライ) یا (میرای آینده) یک انیمه ژاپنی به نویسندگی و کارگردانی مامورو هوسودا است که در سال ۲۰۱۸ منتشر شد. این انیمه در هفتاد و ششمین مراسم گلدن گلوب نامزد جایزه گلدن گلوب بهترین انیمیشن بلند شد.
داستان در مورد پسر بچه‌ای است که به خواهر کوچکترش میرای حسادت می‌کند و تصور می‌کند توجه والدینش فقط به اوست و سعی دارد با خرابکاری توجه جلب کند که روزی در باغشان دریچه‌ای پیدا می‌کند و در زمان سفر می‌کند و....